# Хабсхајм
Хабсхајм (фр. Habsheim) насеље је и општина у источној Француској у региону Алзас, у департману Горња Рајна која припада префектури Милуз.
По подацима из 2011. године у општини је живело 4865 становника, а густина насељености је износила 311,26 становника/km². Општина се простире на површини од 15,63 km². Налази се на средњој надморској висини од 240 метара (максималној 318 m, а минималној 236 m).

## Демографија
| 1962. | 1968. | 1975. | 1982. | 1990. | 1999. | 2011. |
| ----- | ----- | ----- | ----- | ----- | ----- | ----- |
| 2.124 | 2.207 | 2.560 | 3.644 | 3.799 | 4.312 | 4.865 |

График промене броја становника у току последњих година